# Лурье, Эстер
Эстер Лурье (ивр. אסתר לוריא‎, 1913 — 14 февраля 1998) — израильская художница.
Она дважды получала премию Дизенгофа: сначала она получила её в 1938 году за «Палестинский оркестр», а затем в 1946 году за «Молодую женщину с жёлтой повязкой».

## Ранние годы и образование

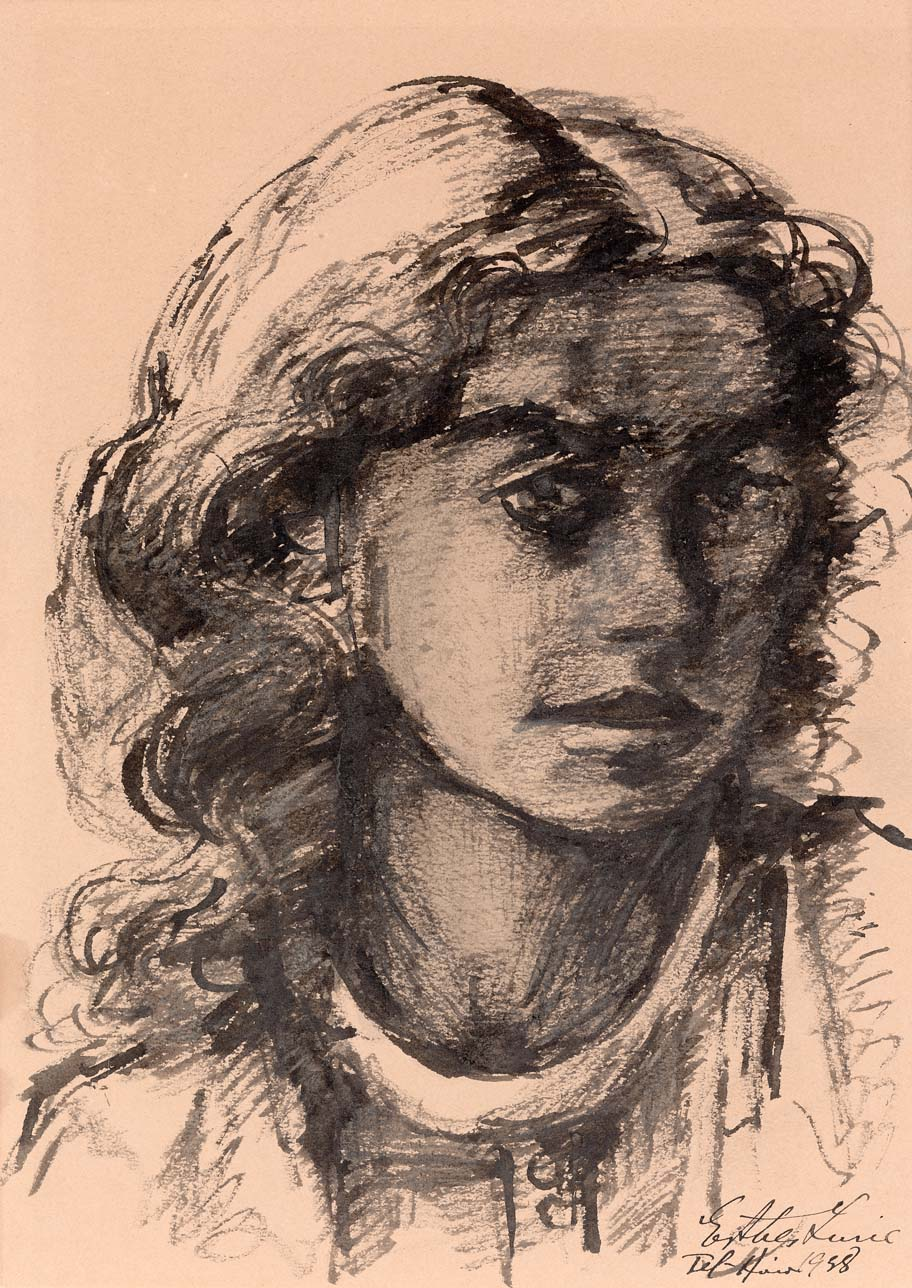
Автопортрет, нарисован в 1930-х

Лурье родилась в Лиепае в 1913 году и была одной из пяти детей в религиозной еврейской семье. Она училась в гимназии Эзра в Риге, еврейской дневной школе, и развивала свой художественный талант с пятнадцати лет. Она продолжала совершенствовать свои таланты, изучая театральный сценический дизайн в Institut des Arts Décoratifs (позже известный как La Cambre) и рисуя в Королевской академии изящных искусств в Бельгии с 1931 по 1934 год.

## Карьера
Лурье эмигрировала в Палестину в 1934 году. Там она рисовала декорации для парада Адлояды, Левантийской ярмарки и Еврейского театра в Тель-Авиве. Она выиграла премию Дизенгофа в области живописи и скульптуры в 1938 году за «Палестинский оркестр», а позже в том же году была принята в Ассоциацию художников и скульпторов Палестины.
Лурье особенно тяготела к изображению в своих работах музыкантов и танцоров. В 1938 году она провела выставку своих работ в галерее Cosmopolitan Art Gallery в Тель-Авиве. На выставке была представлена картина «Танцы», которую искусствоведы высоко оценили и отметили её развивающийся художественный талант. После возвращения в Бельгию для продолжения учёбы, она переехала в Ковно, чтобы помочь своей сестре Муте и сыну Муты Рубену. Она провела несколько художественных выставок в Ковно до немецкого вторжения в Литву в июне 1941 года, в том числе выставку в Королевском оперном театре в 1940 году, где многие из её работ были куплены местными еврейскими учреждениями и Ковенским государственным музеем.

## Заключение во время Холокоста
Проживая в Ковно во время немецкой оккупации Литвы, Лурье была депортирована в Каунасское гетто. Юденрат гетто узнал о её художественном таланте и организовал для неё реалистичное изображение жизни в гетто вместо принудительного труда. Для этой цели она сформировала коллектив художников, в состав которого входили Йозеф Шлезингер, Якоб Лифшиц и Бен Цион Шмидт. Эстер писала портреты по заказу немецких командиров, а также репродукции шедевров.
Получив специальное разрешение рисовать в гончарной мастерской, Лурье попросила еврейских гончаров приготовить керамические кувшины, которые она могла бы использовать для защиты своих работ. В конце концов она использовала кувшины, чтобы закопать более 200 тайно нарисованных произведений искусства под домом своей сестры в 1943 году. Когда гетто было ликвидировано в июле 1944 года, её депортировали в концлагерь Штуттгоф, а затем в лагерь Лейбиц, где она продолжила свою работу, документируя жизнь в гетто. Во время заключения в Штуттгофе женщины попросили её тайно нарисовать их портреты в обмен на нарезанный хлеб.
Ни одна из 200 оригинальных работ, которые она закопала в Ковенском гетто, не была найдена. Однако фотографии её оригинальных работ были заранее сделаны для архива Ковенского гетто. Одиннадцать её набросков и акварелей и двадцать этих фотографий её работ были спрятаны в ящиках, закопанных под землёй Авраамом Тори от имени юденрата гетто, которые он после войны увёз в Израиль. Она использовала эти фотографии, чтобы воспроизвести большинство своих работ времён войны.

## Послевоенная карьера

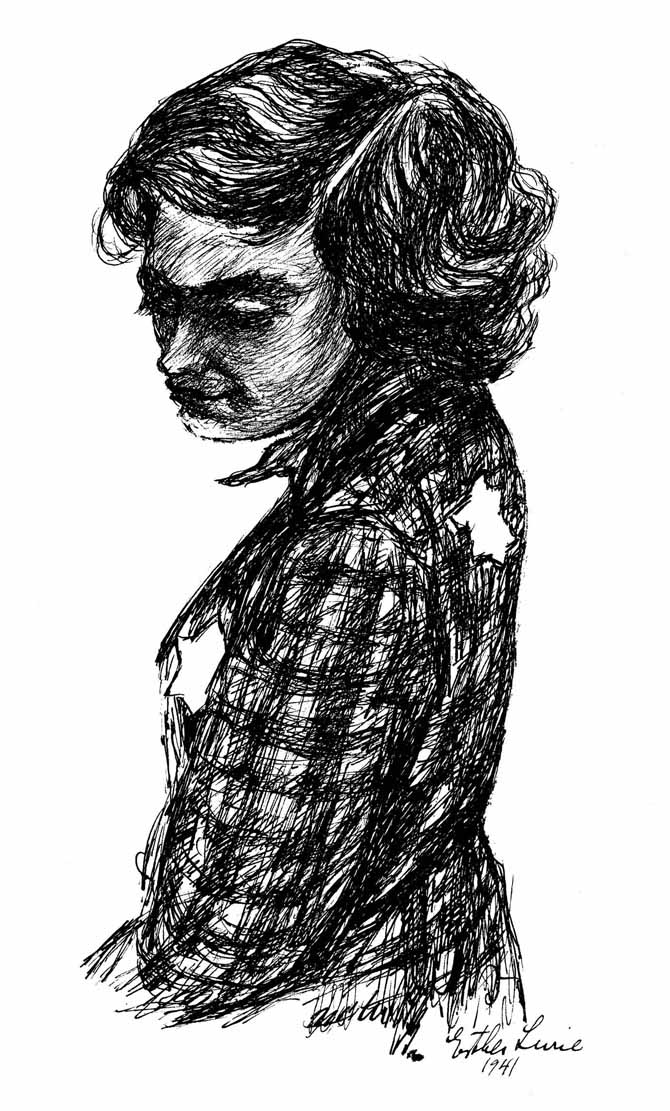
Молодая женщина с жёлтой повязкой (ок. 1941-1943)

Лурье была освобождена Красной Армией в январе 1945 года. Два месяца спустя она добралась до лагеря еврейских солдат из Палестины, сражавшихся в составе британской армии в Италии. Для военных песенных и танцевальных представлений лагеря Лурье создала сценические декорации. Она также является автором альбома рисунков под названием «Евреи в рабстве» после того, как выставка рисунков была организована художником Менахемом Шеми, солдатом в лагере. В альбоме для зарисовок, изданном Римским еврейским солдатским клубом, собраны реконструкции работ, которые она нарисовала в концлагере Лейбиц.
Лурье вернулась в Палестину в июле 1945 года. Там она вышла замуж и родила двоих детей. Воспитывая семью, она продолжала рисовать и выставлять свои работы в Израиле и за рубежом. В 1946 году она получила премию имени Дизенгофа за эскиз «Молодая женщина с жёлтой повязкой», который нарисовала в Ковенском гетто.
Перед судом над Эйхманом в 1961 году в интервью Maariv она сказала: «Я местный израильский художник. Мне пора перестать быть художником из гетто». Хотя от неё не требовалось самой давать показания в суде, её зарисовки и акварели, документирующие Холокост, были одобрены Верховным судом Израиля как документальные и служили частью свидетельских показаний.
Лурье пожертвовала большую часть своих работ времён Холокоста, которые можно найти в коллекциях Дома борцов гетто и Яд Вашем в Израиле, мемориалов Холокоста.
После войны Судного дня её работа в основном была сосредоточена на изображении пейзажей, особенно Иерусалима. Она умерла в Тель-Авиве, Израиль, в 1998 году.